# Primera División de El Salvador
Primera División de El Salvador (ze względów sponsorskich Liga INDES) – najwyższa klasa rozgrywkowa piłki nożnej mężczyzn w Salwadorze. Występuje w niej dwanaście profesjonalnych klubów, z których najlepszy zostaje mistrzem Salwadoru.
Rozgrywki są toczone systemem ligowo-pucharowym. Po zakończeniu regularnego sezonu osiem najlepszych zespołów kwalifikuje się do ćwierćfinałów fazy play-off. Zwycięzca fazy play-off zdobywa tytuł mistrzowski. W ciągu roku rozgrywane są dwa niezależne półroczne sezony – jesienią Apertura, natomiast wiosną Clausura. Co roku najsłabsza drużyna z sumarycznej tabeli regularnych sezonów Apertury i Clausury spada do drugiej ligi. Trzy najlepsze salwadorskie zespoły co roku kwalifikują się do rozgrywek Pucharu Ameryki Centralnej CONCACAF, które stanowią eliminacje do Pucharu Mistrzów CONCACAF.

## Aktualny skład
|  |  | Klub                  | Miasto               | Założenie | Stadion                | Pojemność     |
|  |  | --------------------- | -------------------- | --------- | ---------------------- | ------------- |
|  |  | Águila                | San Miguel           | 1926      | Juan Francisco Barraza | 10 000 miejsc |
|  |  | Alianza               | San Salvador         | 1958      | Cuscatlán              | 45 925 miejsc |
|  |  | Cacahuatique          | Ciudad Barrios       | 1968      | Municipal Chapeltique  | 1 000 miejsc  |
|  |  | Dragón                | San Miguel           | 1939      | Juan Francisco Barraza | 10 000 miejsc |
|  |  | FAS                   | Santa Ana            | 1947      | Óscar Quiteño          | 15 000 miejsc |
|  |  | Fuerte San Francisco  | San Francisco Gotera | 1953      | Correcaminos           | 12 000 miejsc |
|  |  | Isidro Metapán        | Metapán              | 2000      | Jorge „Calero” Suárez  | 10 000 miejsc |
|  |  | Luis Ángel Firpo      | Usulután             | 1923      | Sergio Torres          | 5 000 miejsc  |
|  |  | Municipal Limeño      | Santa Rosa de Lima   | 1949      | Dr. Ramón Flores       | 5 000 miejsc  |
|  |  | Once Deportivo        | Ahuachapán           | 2019      | Simeón Magaña          | 5 000 miejsc  |
|  |  | Platense Zacatecoluca | Zacatecoluca         | 1950      | Antonio Toledo Valle   | 1 000 miejsc  |

## Historia
W 1921 Salwadorska Komisja Sportu (Comisión Nacional de Educación Física) po raz pierwszy zorganizowała tzw. Narodowy Tydzień Sportu, podczas którego odbywały się rywalizacje w wielu dyscyplinach. W 1924 roku do rozgrywek wprowadzono także piłkę nożną. Pierwszy turniej futbolowy wygrał wówczas klub CD Hércules, pokonując 4:0 w finałowym spotkaniu drużynę Chinameca SC. Rok później powtórzył ten sukces, tym razem wygrywając 4:0 z CD Santiagueño. W 1926 roku komisja zdecydowała, że coroczny turniej piłkarski podczas tygodnia sportu będzie uznawany za oficjalne mistrzostwa Salwadoru. Początkowo brały w nim udział trzy ekipy, reprezentujące odpowiednio centrum, wschód i zachód kraju; CD Nequepio, Chinameca SC oraz CD Olímpic. Później dołączyły do nich również Excélsior FC oraz CD Hércules. Taki format rozgrywek istniał do 1930 roku, kiedy to rozgrywki futbolowe zostały przerwane. Ogólnokrajowych mistrzostw Salwadoru nie rozgrywano również w latach 1930–1936, 1939–1941 oraz 1944–1945; wówczas kluby rywalizowały jedynie w turniejach regionalnych, a za ówczesnych mistrzów kraju uznaje się dziś triumfatorów rozgrywek o prymat w centralnej części kraju.
W 1947 roku Salwadorski Związek Piłki Nożnej zorganizował pierwsze ogólnokrajowe mistrzostwa Salwadoru w formie ligowej, jednak zostały one przerwane po kilku kolejkach. Sezon ten zapoczątkował równocześnie erę profesjonalną. Kolejne rozgrywki, 1948/1949, odbyły się już w całości, a w 1955 roku do tabeli wprowadzono spadki do drugiej ligi. W połowie 1998 roku, podobnie jak w większości krajów latynoskich, dotychczasowy roczny sezon podzielono na dwie niezależne i trwające po pół roku fazy – jesienną Apertura i wiosenną Clausura. Zwycięzca każdej z nich zostaje mistrzem Salwadoru. Później wprowadzono również fazę play-off, której triumfator finału play-off zdobywa automatycznie mistrzostwo kraju.
W lidze salwadorskiej występuje obecnie dwanaście drużyn, a spotkania niektórych z nich są uznawane za mecze derbowe. Najbardziej prestiżowe pojedynki, pomiędzy CD Águila, a CD FAS, noszą nazwę Clásico Nacional.

## Triumfatorzy
| 1948/1949     | Once Municipal (1)                                    | brak                                                  | Libertad                                              | brak danych             | brak danych            | brak danych | Armando Chanco             | Once Municipal        |  |
| 1950/1951     | Dragón (1)                                            | brak                                                  | FAS                                                   | brak danych             | brak danych            | brak danych | Jorge Méndez               | Dragón                |  |
| 1951/1952     | FAS (1)                                               | brak                                                  | Leones                                                | brak danych             | brak danych            | brak danych | Víctor Manuel Ochoa        | FAS                   |  |
| 1952/1953     | Dragón (2)                                            | brak                                                  | Juventud Olímpica                                     | brak danych             | brak danych            | brak danych | Miguel Herrera             | Dragón                |  |
| 1953/1954     | FAS (2)                                               | brak                                                  | Dragón                                                | brak danych             | brak danych            | brak danych | Víctor Manuel Ochoa (2)    | FAS                   |  |
| 1955          | Atlético Marte (1)                                    | brak                                                  | Dragón                                                | brak danych             | brak danych            | brak danych | Conrado Miranda            | Atlético Marte        |  |
| 1955/1956     | Atlético Marte (2)                                    | brak                                                  | Luis Ángel Firpo                                      | brak danych             | brak danych            | brak danych | Conrado Miranda (2)        | Atlético Marte        |  |
| 1956/1957     | Atlético Marte (3)                                    | brak                                                  | Atlante                                               | brak danych             | brak danych            | brak danych | Conrado Miranda (3)        | Atlético Marte        |  |
| 1957/1958     | FAS (3)                                               | brak                                                  | Once Municipal                                        | Omar Muraco             | FAS                    | 39          | Alberto Cevasco            | FAS                   |  |
| 1959          | Águila (1)                                            | 4–0                                                   | FAS                                                   | Héctor Dadderio         | FAS                    | 29          | Conrado Miranda (4)        | Águila                |  |
| 1959          | Águila (1)                                            | 1–0                                                   | FAS                                                   | Héctor Dadderio         | FAS                    | 29          | Conrado Miranda (4)        | Águila                |  |
| 1960/1961     | Águila (2)                                            | brak                                                  | FAS                                                   | brak danych             | brak danych            | brak danych | Carlos Padilla             | Águila                |  |
| 1961/1962     | FAS (4)                                               | brak                                                  | Águila                                                | Mario Monge             | FAS                    | 16          | César Viccino              | FAS                   |  |
| 1962          | FAS (5)                                               | brak                                                  | Atlante                                               | brak danych             | brak danych            | brak danych | Raúl Miralles              | FAS                   |  |
| 1963/1964     | Águila (3)                                            | brak                                                  | Juventud Olímpica                                     | brak danych             | brak danych            | brak danych | Víctor Manuel Ochoa (3)    | Águila                |  |
| 1964          | Águila (4)                                            | brak                                                  | FAS                                                   | Jorge Liévano           | Once Municipal         | b.d.        | Víctor Manuel Ochoa (4)    | Águila                |  |
| 1965/1966     | Alianza (1)                                           | brak                                                  | UES                                                   | Mauricio Rodríguez      | UES                    | 23          | Hernán Carrasco            | Alianza               |  |
| 1965/1966     | Alianza (1)                                           | brak                                                  | UES                                                   | Luis Ernesto Tapia      | Alianza                | 23          | Hernán Carrasco            | Alianza               |  |
| 1966/1967     | Alianza (2)                                           | brak                                                  | Águila                                                | Luis Ernesto Tapia (2)  | Alianza                | 25          | Hernán Carrasco (2)        | Alianza               |  |
| 1967/1968     | Águila (5)                                            | brak                                                  | FAS                                                   | Odir Jacques            | Alianza                | 30          | Zózimo                     | Águila                |  |
| 1968/1969     | Atlético Marte (4)                                    | brak                                                  | FAS                                                   | Elenilson Franco        | Sonsonate              | 31          | Hernán Carrasco (3)        | Atlético Marte        |  |
| 1970          | Atlético Marte (5)                                    | brak                                                  | FAS                                                   | Helio Rodríguez         | UES                    | 29          | Hernán Carrasco (4)        | Atlético Marte        |  |
| 1971          | Juventud Olímpica (1)                                 | brak                                                  | Alianza                                               | José Taneses            | Alianza                | 27          | Mario Rey                  | Juventud Olímpica     |  |
| 1972          | Águila (6)                                            | brak                                                  | Juventud Olímpica                                     | David Cabrera           | FAS                    | 15          | Juan Francisco Barraza     | Águila                |  |
| 1973          | Juventud Olímpica (2)                                 | brak                                                  | Alianza                                               | Helio Rodríguez (2)     | Juventud Olímpica      | 17          | Juan Quarterone            | Juventud Olímpica     |  |
| 1974/1975     | Platense Zacatecoluca (1)                             | 2–0                                                   | Negocios Internacionales                              | Sergio Méndez           | Atlético Marte         | 25          | Juan Quarterone (2)        | Platense Zacatecoluca |  |
| 1974/1975     | Platense Zacatecoluca (1)                             | 0–2                                                   | Negocios Internacionales                              | Sergio Méndez           | Atlético Marte         | 25          | Juan Quarterone (2)        | Platense Zacatecoluca |  |
| 1974/1975     | Platense Zacatecoluca (1)                             | 1–1 (4–3 k)                                           | Negocios Internacionales                              | Sergio Méndez           | Atlético Marte         | 25          | Juan Quarterone (2)        | Platense Zacatecoluca |  |
| 1975/1976     | Águila (7)                                            | 1–1                                                   | Alianza                                               | Luis Ramírez Zapata     | Águila                 | 24          | Conrado Miranda (5)        | Águila                |  |
| 1975/1976     | Águila (7)                                            | 3–1                                                   | Alianza                                               | Luis Ramírez Zapata     | Águila                 | 24          | Conrado Miranda (5)        | Águila                |  |
| 1976/1977     | Águila (8)                                            | 1–1                                                   | Once Municipal                                        | brak danych             | brak danych            | brak danych | Conrado Miranda (6)        | Águila                |  |
| 1976/1977     | Águila (8)                                            | 1–0                                                   | Once Municipal                                        | brak danych             | brak danych            | brak danych | Conrado Miranda (6)        | Águila                |  |
| 1977/1978     | FAS (6)                                               | brak                                                  | Once Municipal                                        | brak danych             | brak danych            | brak danych | José Eugenio Castro        | FAS                   |  |
| 1978/1979     | FAS (7)                                               | brak                                                  | Alianza                                               | brak danych             | brak danych            | brak danych | José Eugenio Castro (2)    | FAS                   |  |
| 1979/1980     | Santiagueño (1)                                       | brak                                                  | Águila                                                | brak danych             | brak danych            | brak danych | Rafael Osorio              | Santiagueño           |  |
| 1980/1981     | Atlético Marte (6)                                    | 2–1                                                   | Santiagueño                                           | brak danych             | brak danych            | brak danych | Armando Contreras          | Atlético Marte        |  |
| 1980/1981     | Atlético Marte (6)                                    | 3–1                                                   | Santiagueño                                           | brak danych             | brak danych            | brak danych | Armando Contreras          | Atlético Marte        |  |
| 1981          | FAS (8)                                               | 1–1 (4–3 k.)                                          | Independiente Nacional                                | David Cabrera (2)       | FAS                    | 20          | Juan Francisco Barraza (2) | FAS                   |  |
| 1982          | Atlético Marte (7)                                    | 1–0                                                   | Independiente Nacional                                | Óscar Gustavo Guerrero  | Independiente Nacional | 19          | Armando Contreras (2)      | Atlético Marte        |  |
| 1982          | Atlético Marte (7)                                    | 2–0                                                   | Independiente Nacional                                | Óscar Gustavo Guerrero  | Independiente Nacional | 19          | Armando Contreras (2)      | Atlético Marte        |  |
| 1983          | Águila (9)                                            | brak                                                  | FAS                                                   | David Cabrera (3)       | FAS                    | 16          | Juan Francisco Barraza (3) | Águila                |  |
| 1984          | FAS (9)                                               | brak                                                  | Águila                                                | Ever Hernández          | FAS                    | 17          | Juan Quarterone (3)        | FAS                   |  |
| 1985          | Atlético Marte (8)                                    | 3–5                                                   | Alianza                                               | José Rivas              | Atlético Marte         | 11          | Armando Contreras (3)      | Atlético Marte        |  |
| 1985          | Atlético Marte (8)                                    | 5–2 (pd)                                              | Alianza                                               | José Rivas              | Atlético Marte         | 11          | Armando Contreras (3)      | Atlético Marte        |  |
| 1986/1987     | Alianza (3)                                           | 0–0 (3–1 k)                                           | Águila                                                | Rubén Alonso            | Alianza                | b.d.        | Ricardo Sepúlveda          | Alianza               |  |
| 1987/1988     | Águila (10)                                           | brak                                                  | FAS                                                   | Rubén Alonso (2)        | Alianza                | 15          | Hernán Carrasco (5)        | Águila                |  |
| 1988/1989     | Luis Ángel Firpo (1)                                  | 2–2 (4–3 k)                                           | Cojutepeque                                           | Hugo Ventura            | Cojutepeque            | 17          | Julio Escobar              | Luis Ángel Firpo      |  |
| 1989/1990     | Alianza (4)                                           | 3–1                                                   | Luis Ángel Firpo                                      | Toninho dos Santos      | Luis Ángel Firpo       | 25          | Hernán Carrasco (6)        | Alianza               |  |
| 1990/1991     | Luis Ángel Firpo (2)                                  | 1–0                                                   | Águila                                                | Raúl Díaz Arce          | Dragón                 | 21          | Juan Carlos Masnik         | Luis Ángel Firpo      |  |
| 1991/1992     | Luis Ángel Firpo (3)                                  | brak                                                  | Alianza                                               | Hugo Coria              | Águila                 | 22          | Kirił Dojczinowski         | Luis Ángel Firpo      |  |
| 1992/1993     | Luis Ángel Firpo (4)                                  | brak                                                  | Alianza                                               | Rodinei Martins         | Atlético Marte         | 24          | Kirił Dojczinowski (2)     | Luis Ángel Firpo      |  |
| 1993/1994     | Alianza (5)                                           | 2–1                                                   | FAS                                                   | Raúl Díaz Arce (2)      | Luis Ángel Firpo       | 24          | Gustavo Faral              | Alianza               |  |
| 1994/1995     | FAS (10)                                              | 1–2                                                   | Luis Ángel Firpo                                      | Raúl Díaz Arce (3)      | Luis Ángel Firpo       | 21          | Saúl Rivero                | FAS                   |  |
| 1994/1995     | FAS (10)                                              | 3–1                                                   | Luis Ángel Firpo                                      | Raúl Díaz Arce (3)      | Luis Ángel Firpo       | 21          | Saúl Rivero                | FAS                   |  |
| 1995/1996     | FAS (11)                                              | 1–1                                                   | Luis Ángel Firpo                                      | Raúl Díaz Arce (3)      | Luis Ángel Firpo       | 25          | Saúl Rivero (2)            | FAS                   |  |
| 1995/1996     | FAS (11)                                              | 1–0                                                   | Luis Ángel Firpo                                      | Raúl Díaz Arce (3)      | Luis Ángel Firpo       | 25          | Saúl Rivero (2)            | FAS                   |  |
| 1996/1997     | Alianza (6)                                           | 0–0                                                   | Luis Ángel Firpo                                      | Jorge Garay             | Águila                 | 21          | Juan Carlos Masnik (2)     | Alianza               |  |
| 1996/1997     | Alianza (6)                                           | 3–1                                                   | Luis Ángel Firpo                                      | Jorge Garay             | Águila                 | 21          | Juan Carlos Masnik (2)     | Alianza               |  |
| 1997/1998     | Luis Ángel Firpo (5)                                  | 2–0                                                   | FAS                                                   | Alfredo Pérez           | Luis Ángel Firpo       | 14          | Julio Escobar (2)          | Luis Ángel Firpo      |  |
| Apertura 1998 | Alianza (7)                                           | 1–0                                                   | Luis Ángel Firpo                                      | Rodrigo Osorio          | Alianza                | 10          | Rubén Alonso               | Alianza               |  |
| Clausura 1999 | Luis Ángel Firpo (6)                                  | 1–1 (5–4 k)                                           | FAS                                                   | Emiliano Pedrozo        | Santa Clara            | 11          | Julio Escobar (3)          | Luis Ángel Firpo      |  |
| Apertura 1999 | Águila (11)                                           | 1–0 (pd)                                              | Municipal Limeño                                      | Magdonio Corrales       | Municipal Limeño       | 9           | Hugo Coria                 | Águila                |  |
| Apertura 1999 | Águila (11)                                           | 1–0 (pd)                                              | Municipal Limeño                                      | Waldir Guerra           | Águila                 | 9           | Hugo Coria                 | Águila                |  |
| Clausura 2000 | Luis Ángel Firpo (7)                                  | 1–1 (10–9 k)                                          | ADET                                                  | Carlos Contreras        | ADET                   | 9           | Julio Escobar (4)          | Luis Ángel Firpo      |  |
| Apertura 2000 | Águila (12)                                           | 3–2                                                   | Municipal Limeño                                      | Williams Reyes          | Dragón                 | 17          | Hugo Coria (2)             | Águila                |  |
| Clausura 2001 | Águila (13)                                           | 1–1                                                   | FAS                                                   | Rudis Corrales          | Municipal Limeño       | 13          | Saúl Rivero (3)            | Águila                |  |
| Clausura 2001 | Águila (13)                                           | 2–1                                                   | FAS                                                   | Rudis Corrales          | Municipal Limeño       | 13          | Saúl Rivero (3)            | Águila                |  |
| Apertura 2001 | Alianza (8)                                           | 2–1 (pd)                                              | Luis Ángel Firpo                                      | Mauro Nunes             | Águila                 | 20          | Juan Ramón Paredes         | Alianza               |  |
| Clausura 2002 | FAS (12)                                              | 4–0                                                   | Alianza                                               | Mauro Nunes (2)         | Águila                 | 15          | Agustín Castillo           | FAS                   |  |
| Apertura 2002 | FAS (13)                                              | 3–1                                                   | San Salvador                                          | Alexander Obregón       | San Salvador           | 9           | Agustín Castillo (2)       | FAS                   |  |
| Clausura 2003 | San Salvador (1)                                      | 3–1 (pd)                                              | Luis Ángel Firpo                                      | Alexander Campos        | Águila                 | 13          | Rubén Alonso (2)           | San Salvador          |  |
| Apertura 2003 | FAS (14)                                              | 2–2 (5–3 k)                                           | Águila                                                | Alexander Campos (2)    | Águila                 | 11          | Agustín Castillo (3)       | FAS                   |  |
| Clausura 2004 | Alianza (9)                                           | 1–1 (3–2 k)                                           | FAS                                                   | Williams Reyes (2)      | FAS                    | 14          | Juan Mujica                | Alianza               |  |
| Apertura 2004 | FAS (15)                                              | 0–0 (4–3 k)                                           | Atlético Balboa                                       | Nicolás Muñoz           | FAS                    | 12          | Agustín Castillo (4)       | FAS                   |  |
| Clausura 2005 | FAS (16)                                              | 3–1 (pd)                                              | Luis Ángel Firpo                                      | Martín García           | Alianza                | 11          | Agustín Castillo (5)       | FAS                   |  |
| Apertura 2005 | Vista Hermosa (1)                                     | 2–0 (pd)                                              | Isidro Metapán                                        | Álex Erazo              | Alianza                | 9           | Mario Martínez             | Vista Hermosa         |  |
| Apertura 2005 | Vista Hermosa (1)                                     | 2–0 (pd)                                              | Isidro Metapán                                        | Manuel Martínez         | Luis Ángel Firpo       | 9           | Mario Martínez             | Vista Hermosa         |  |
| Clausura 2006 | Águila (14)                                           | 4–2                                                   | FAS                                                   | Patricio Gómez Barroche | Vista Hermosa          | 16          | Vladan Vicevic             | Águila                |  |
| Apertura 2006 | Once Municipal (2)                                    | 2–1 (pd)                                              | FAS                                                   | Néstor Ayala            | FAS                    | 12          | Nelson Ancheta             | Once Municipal        |  |
| Clausura 2007 | Isidro Metapán (1)                                    | 1–0 (pd)                                              | Luis Ángel Firpo                                      | Nicolás Muñoz (2)       | Águila                 | 14          | Edwin Portillo             | Isidro Metapán        |  |
| Apertura 2007 | Luis Ángel Firpo (8)                                  | 1–1 (5–3 k)                                           | FAS                                                   | Francisco Álvarez       | Alianza                | 11          | Horacio Cordero            | Luis Ángel Firpo      |  |
| Apertura 2007 | Luis Ángel Firpo (8)                                  | 1–1 (5–3 k)                                           | FAS                                                   | Williams Reyes (3)      | Isidro Metapán         | 11          | Horacio Cordero            | Luis Ángel Firpo      |  |
| Clausura 2008 | Luis Ángel Firpo (9)                                  | 1–0 (pd)                                              | FAS                                                   | Williams Reyes (4)      | Isidro Metapán         | 14          | Gerardo Reinoso            | Luis Ángel Firpo      |  |
| Apertura 2008 | Isidro Metapán (2)                                    | 3–3 (4–3 k)                                           | Chalatenango                                          | Carlos Ayala            | Chalatenango           | 11          | Edwin Portillo (2)         | Isidro Metapán        |  |
| Clausura 2009 | Isidro Metapán (3)                                    | 1–0                                                   | Luis Ángel Firpo                                      | Nicolás Muñoz (3)       | Vista Hermosa          | 10          | Edwin Portillo (3)         | Isidro Metapán        |  |
| Apertura 2009 | FAS (17)                                              | 1–0 (pd)                                              | Águila                                                | Nicolás Muñoz (4)       | Vista Hermosa          | 11          | Roberto Gamarra            | FAS                   |  |
| Apertura 2009 | FAS (17)                                              | 1–0 (pd)                                              | Águila                                                | Williams Reyes (5)      | FAS                    | 11          | Roberto Gamarra            | FAS                   |  |
| Clausura 2010 | Isidro Metapán (4)                                    | 3–1                                                   | Águila                                                | José Oliveira           | Alianza                | 11          | Edwin Portillo (4)         | Isidro Metapán        |  |
| Apertura 2010 | Isidro Metapán (5)                                    | 0–0 (4–3 k)                                           | Alianza                                               | Alexander Campos (3)    | Atlético Balboa        | 9           | Edwin Portillo (5)         | Isidro Metapán        |  |
| Apertura 2010 | Isidro Metapán (5)                                    | 0–0 (4–3 k)                                           | Alianza                                               | Rodolfo Zelaya          | Alianza                | 9           | Edwin Portillo (5)         | Isidro Metapán        |  |
| Clausura 2011 | Alianza (10)                                          | 2–1                                                   | FAS                                                   | Rodolfo Zelaya (2)      | Alianza                | 13          | Roberto Gamarra (2)        | Alianza               |  |
| Apertura 2011 | Isidro Metapán (6)                                    | 1–0                                                   | Once Municipal                                        | Nicolás Muñoz (5)       | Águila                 | 15          | Edwin Portillo (6)         | Isidro Metapán        |  |
| Clausura 2012 | Águila (15)                                           | 2–1                                                   | Isidro Metapán                                        | Anel Canales            | Luis Ángel Firpo       | 12          | Víctor Coreas              | Águila                |  |
| Clausura 2012 | Águila (15)                                           | 2–1                                                   | Isidro Metapán                                        | Nicolás Muñoz (6)       | Águila                 | 12          | Víctor Coreas              | Águila                |  |
| Apertura 2012 | Isidro Metapán (7)                                    | 1–1 (5–4 k)                                           | Alianza                                               | Sean Fraser             | Alianza                | 12          | Edwin Portillo (7)         | Isidro Metapán        |  |
| Apertura 2012 | Isidro Metapán (7)                                    | 1–1 (5–4 k)                                           | Alianza                                               | Nicolás Muñoz (7)       | Águila                 | 12          | Edwin Portillo (7)         | Isidro Metapán        |  |
| Clausura 2013 | Luis Ángel Firpo (10)                                 | 3–0                                                   | FAS                                                   | Anel Canales (2)        | Luis Ángel Firpo       | 10          | Roberto Gamarra (3)        | Luis Ángel Firpo      |  |
| Apertura 2013 | Isidro Metapán (8)                                    | 1–0                                                   | FAS                                                   | Gonzalo Mazzia          | Atlético Marte         | 13          | Jorge Rodríguez            | Isidro Metapán        |  |
| Apertura 2013 | Isidro Metapán (8)                                    | 1–0                                                   | FAS                                                   | Jesús Toscanini         | Juventud Independiente | 13          | Jorge Rodríguez            | Isidro Metapán        |  |
| Clausura 2014 | Isidro Metapán (9)                                    | 0–0 (6–5 k)                                           | Dragón                                                | Williams Reyes (6)      | Dragón                 | 12          | Jorge Rodríguez (2)        | Isidro Metapán        |  |
| Apertura 2014 | Isidro Metapán (10)                                   | 1–1 (3–2 k)                                           | Águila                                                | Nicolás Muñoz (8)       | Isidro Metapán         | 10          | Jorge Rodríguez (3)        | Isidro Metapán        |  |
| Clausura 2015 | Santa Tecla (1)                                       | 1–1 (3–1 k)                                           | Isidro Metapán                                        | Héctor Ramos            | Isidro Metapán         | 13          | Osvaldo Escudero           | Santa Tecla           |  |
| Apertura 2015 | Alianza (11)                                          | 1–0                                                   | FAS                                                   | David Rugamas           | Isidro Metapán         | 12          | Rubén Alonso (3)           | Alianza               |  |
| Apertura 2015 | Alianza (11)                                          | 1–0                                                   | FAS                                                   | Rodolfo Zelaya (3)      | Alianza                | 12          | Rubén Alonso (3)           | Alianza               |  |
| Clausura 2016 | Dragón (3)                                            | 1–0                                                   | Águila                                                | Bladimir Díaz           | Chalatenango           | 15          | Omar Sevilla               | Dragón                |  |
| Apertura 2016 | Santa Tecla (2)                                       | 3–2                                                   | Alianza                                               | Jefferson Viveros       | Municipal Limeño       | 12          | Ernesto Corti              | Santa Tecla           |  |
| Clausura 2017 | Santa Tecla (3)                                       | 4–0                                                   | Alianza                                               | Javier Lezcano          | Pasaquina              | 11          | Ernesto Corti (2)          | Santa Tecla           |  |
| Apertura 2017 | Alianza (12)                                          | 4–1                                                   | Santa Tecla                                           | Gustavo Guerreño        | Alianza                | 12          | Jorge Rodríguez (4)        | Alianza               |  |
| Apertura 2017 | Alianza (12)                                          | 4–1                                                   | Santa Tecla                                           | Armando Polo            | Sonsonate              | 12          | Jorge Rodríguez (4)        | Alianza               |  |
| Clausura 2018 | Alianza (13)                                          | 1–0                                                   | Santa Tecla                                           | Luis Perea              | FAS                    | 14          | Jorge Rodríguez (5)        | Alianza               |  |
| Apertura 2018 | Santa Tecla (4)                                       | 2–1                                                   | Alianza                                               | Rodolfo Zelaya (4)      | Alianza                | 14          | Cristian Díaz              | Santa Tecla           |  |
| Clausura 2019 | Águila (16)                                           | 0–0 (3–1 k)                                           | Alianza                                               | Bladimir Díaz (2)       | Alianza                | 16          | Carlos Romero              | Águila                |  |
| Apertura 2019 | Alianza (14)                                          | 1–0                                                   | FAS                                                   | Nicolás Muñoz (9)       | El Vencedor            | 19          | Wilson Gutiérrez           | Alianza               |  |
| Clausura 2020 | przerwane ze względu na pandemię COVID-19             | przerwane ze względu na pandemię COVID-19             | przerwane ze względu na pandemię COVID-19             |                         |                        |             |                            |                       |  |
| Apertura 2020 | Alianza (15)                                          | 3–0                                                   | Águila                                                | Nicolás Muñoz (10)      | Águila                 | 12          | Milton Meléndez            | Alianza               |  |
| Clausura 2021 | FAS (18)                                              | 1–1 (4–3 k)                                           | Alianza                                               | Rodolfo Zelaya (5)      | Alianza                | 8           | Jorge Rodríguez (6)        | FAS                   |  |
| Apertura 2021 | Alianza (16)                                          | 2–1                                                   | Platense Zacatecoluca                                 | Duvier Riascos          | Alianza                | 16          | Milton Meléndez (2)        | Alianza               |  |
| Clausura 2022 | Alianza (17)                                          | 1–1 (5–4 k)                                           | Águila                                                | Bladimir Díaz (3)       | FAS                    | 9           | Milton Meléndez (3)        | Alianza               |  |
| Apertura 2022 | FAS (19)                                              | 2–0                                                   | Jocoro                                                | Juan Carlos Argueta     | Jocoro                 | 8           | Octavio Zambrano           | FAS                   |  |
| Clausura 2023 | przerwane ze względu na tragedię na Estadio Cuscatlán | przerwane ze względu na tragedię na Estadio Cuscatlán | przerwane ze względu na tragedię na Estadio Cuscatlán |                         |                        |             |                            |                       |  |
| Apertura 2023 | Águila (17)                                           | 3–0                                                   | Jocoro                                                | Carlos Salazar          | Águila                 | 19          | Ernesto Corti (3)          | Águila                |  |
| Clausura 2024 | Alianza (18)                                          | 5–0                                                   | Municipal Limeño                                      | Styven Vásquez          | Luis Ángel Firpo       | 15          | Jorge Rodríguez (7)        | Alianza               |  |
| Apertura 2024 | Once Deportivo (1)                                    | 2–1 (pd)                                              | FAS                                                   | Gustavo Moura           | Luis Ángel Firpo       | 14          | Erick Dowson Prado         | Once Deportivo        |  |
| Clausura 2025 | Alianza (19)                                          | 0–0 (4–3 k)                                           | Municipal Limeño                                      | Jhonatan Urrutia        | Platense Zacatecoluca  | 9           | Ernesto Corti (4)          | Alianza               |  |

Legenda:
- pd – po dogrywce
- k – seria rzutów karnych
- b.d. – brak danych

W kolumnie „mistrz” w nawiasie podano, który w swojej historii tytuł mistrzowski zdobył dany klub.

W kolumnie „zawodnik” w nawiasie podano, który w swojej karierze tytuł króla strzelców zdobył piłkarz.

W kolumnie „trener” w nawiasie podano, który w swojej karierze tytuł mistrza zdobył trener.

## Klasyfikacja medalowa
| #   | Klub                   | Tytuły | Tytuły |                    | Tytuły (lata)      | Tytuły (lata)      | Tytuły (lata)      | Tytuły (lata)      | Tytuły (lata)      | Tytuły (lata)      | Tytuły (lata)      | Tytuły (lata)      | Tytuły (lata)      | Tytuły (lata)          | Tytuły (lata)          | Tytuły (lata)          | Tytuły (lata)          | Tytuły (lata)          | Tytuły (lata)          | Tytuły (lata)          | Tytuły (lata)          | Tytuły (lata)          | Tytuły (lata)          | Tytuły (lata) |
| #   | Klub                   |        |        | Mistrzostwa (lata) | Mistrzostwa (lata) | Mistrzostwa (lata) | Mistrzostwa (lata) | Mistrzostwa (lata) | Mistrzostwa (lata) | Mistrzostwa (lata) | Mistrzostwa (lata) | Mistrzostwa (lata) | Mistrzostwa (lata) | Wicemistrzostwa (lata) | Wicemistrzostwa (lata) | Wicemistrzostwa (lata) | Wicemistrzostwa (lata) | Wicemistrzostwa (lata) | Wicemistrzostwa (lata) | Wicemistrzostwa (lata) | Wicemistrzostwa (lata) | Wicemistrzostwa (lata) | Wicemistrzostwa (lata) |               |
| --- | ---------------------- | ------ | ------ | ------------------ | ------------------ | ------------------ | ------------------ | ------------------ | ------------------ | ------------------ | ------------------ | ------------------ | ------------------ | ---------------------- | ---------------------- | ---------------------- | ---------------------- | ---------------------- | ---------------------- | ---------------------- | ---------------------- | ---------------------- | ---------------------- | ------------- |
| 1.  | FAS                    | 19     | 24     | 1952               | 1954               | 1958               | 1962               | 1962               | 1978               | 1979               | 1981               | 1984               | 1995               | 1951                   | 1959                   | 1961                   | 1964                   | 1968                   | 1969                   | 1970                   | 1983                   | 1988                   | 1994                   |               |
| 1.  | FAS                    | 19     | 24     | 1996               | C2002              | A2002              | A2003              | A2004              | C2005              | A2009              | C2021              | A2022              |                    | 1998                   | C1999                  | C2001                  | C2004                  | C2006                  | A2006                  | A2007                  | C2008                  | C2011                  | C2013                  |               |
| 1.  | FAS                    | 19     | 24     |                    |                    |                    |                    |                    |                    |                    |                    |                    |                    | A2013                  | A2015                  | A2019                  | A2024                  |                        |                        |                        |                        |                        |                        |               |
|     |                        |        |        |                    |                    |                    |                    |                    |                    |                    |                    |                    |                    |                        |                        |                        |                        |                        |                        |                        |                        |                        |                        |               |
| 2.  | Alianza                | 19     | 15     | 1966               | 1967               | 1987               | 1990               | 1994               | 1997               | A1998              | A2001              | C2004              | C2011              | 1971                   | 1973                   | 1976                   | 1979                   | 1985                   | 1992                   | 1993                   | C2002                  | A2010                  | A2012                  |               |
| 2.  | Alianza                | 19     | 15     | A2015              | A2017              | C2018              | A2019              | A2020              | A2021              | C2022              | C2024              | C2025              |                    | A2016                  | C2017                  | A2018                  | C2019                  | C2021                  |                        |                        |                        |                        |                        |               |
|     |                        |        |        |                    |                    |                    |                    |                    |                    |                    |                    |                    |                    |                        |                        |                        |                        |                        |                        |                        |                        |                        |                        |               |
| 3.  | Águila                 | 17     | 13     | 1959               | 1961               | 1964               | 1964               | 1968               | 1972               | 1976               | 1977               | 1983               | 1988               | 1962                   | 1967                   | 1980                   | 1984                   | 1987                   | 1991                   | A2003                  | A2009                  | C2010                  | A2014                  |               |
| 3.  | Águila                 | 17     | 13     | A1999              | A2000              | C2001              | C2006              | C2012              | C2019              | A2023              |                    |                    |                    | C2016                  | A2020                  | C2022                  |                        |                        |                        |                        |                        |                        |                        |               |
|     |                        |        |        |                    |                    |                    |                    |                    |                    |                    |                    |                    |                    |                        |                        |                        |                        |                        |                        |                        |                        |                        |                        |               |
| 4.  | Luis Ángel Firpo       | 10     | 11     | 1989               | 1991               | 1992               | 1993               | 1998               | C1999              | C2000              | A2007              | C2008              | C2013              | 1956                   | 1990                   | 1995                   | 1996                   | 1997                   | A1998                  | A2001                  | C2003                  | C2005                  | C2007                  |               |
| 4.  | Luis Ángel Firpo       | 10     | 11     |                    |                    |                    |                    |                    |                    | C2009              |                    |                    |                    |                        |                        |                        |                        |                        |                        |                        |                        |                        |                        |               |
|     |                        |        |        |                    |                    |                    |                    |                    |                    |                    |                    |                    |                    |                        |                        |                        |                        |                        |                        |                        |                        |                        |                        |               |
| 5.  | Isidro Metapán         | 10     | 3      | C2007              | A2008              | C2009              | C2010              | A2010              | A2011              | A2012              | A2013              | C2014              | A2014              | A2005                  | C2012                  | C2015                  |                        |                        |                        |                        |                        |                        |                        |               |
|     |                        |        |        |                    |                    |                    |                    |                    |                    |                    |                    |                    |                    |                        |                        |                        |                        |                        |                        |                        |                        |                        |                        |               |
| 6.  | Atlético Marte         | 8      | 0      | 1955               | 1956               | 1957               | 1969               | 1970               | 1981               | 1982               | 1985               |                    |                    |                        |                        |                        |                        |                        |                        |                        |                        |                        |                        |               |
|     |                        |        |        |                    |                    |                    |                    |                    |                    |                    |                    |                    |                    |                        |                        |                        |                        |                        |                        |                        |                        |                        |                        |               |
| 7.  | Santa Tecla            | 4      | 2      | C2015              | A2016              | C2017              | A2018              |                    |                    |                    |                    |                    |                    | A2017                  | C2018                  |                        |                        |                        |                        |                        |                        |                        |                        |               |
|     |                        |        |        |                    |                    |                    |                    |                    |                    |                    |                    |                    |                    |                        |                        |                        |                        |                        |                        |                        |                        |                        |                        |               |
| 8.  | Dragón                 | 3      | 3      | 1951               | 1953               | C2016              |                    |                    |                    |                    |                    |                    |                    | 1954                   | 1955                   | C2014                  |                        |                        |                        |                        |                        |                        |                        |               |
|     |                        |        |        |                    |                    |                    |                    |                    |                    |                    |                    |                    |                    |                        |                        |                        |                        |                        |                        |                        |                        |                        |                        |               |
| 9.  | Juventud Olímpica      | 2      | 4      | 1971               | 1973               |                    |                    |                    |                    |                    |                    |                    |                    | 1953                   | 1964                   | 1972                   | 1975                   |                        |                        |                        |                        |                        |                        |               |
| 9.  |                        |        |        |                    |                    |                    |                    |                    |                    |                    |                    |                    |                    |                        |                        |                        |                        |                        |                        |                        |                        |                        |                        |               |
| 9.  | Once Municipal         | 2      | 4      | 1949               | A2006              |                    |                    |                    |                    |                    |                    |                    |                    | 1958                   | 1977                   | 1978                   | A2011                  |                        |                        |                        |                        |                        |                        |               |
|     |                        |        |        |                    |                    |                    |                    |                    |                    |                    |                    |                    |                    |                        |                        |                        |                        |                        |                        |                        |                        |                        |                        |               |
| 11. | Santiagueño            | 1      | 1      | 1980               |                    |                    |                    |                    |                    |                    |                    |                    |                    | 1981                   |                        |                        |                        |                        |                        |                        |                        |                        |                        |               |
| 11. |                        |        |        |                    |                    |                    |                    |                    |                    |                    |                    |                    |                    |                        |                        |                        |                        |                        |                        |                        |                        |                        |                        |               |
| 11. | San Salvador           | 1      | 1      | C2003              |                    |                    |                    |                    |                    |                    |                    |                    |                    | A2002                  |                        |                        |                        |                        |                        |                        |                        |                        |                        |               |
| 11. |                        |        |        |                    |                    |                    |                    |                    |                    |                    |                    |                    |                    |                        |                        |                        |                        |                        |                        |                        |                        |                        |                        |               |
| 11. | Platense Zacatecoluca  | 1      | 1      | 1975               |                    |                    |                    |                    |                    |                    |                    |                    |                    | A2021                  |                        |                        |                        |                        |                        |                        |                        |                        |                        |               |
|     |                        |        |        |                    |                    |                    |                    |                    |                    |                    |                    |                    |                    |                        |                        |                        |                        |                        |                        |                        |                        |                        |                        |               |
| 14. | Vista Hermosa          | 1      | 0      | A2005              |                    |                    |                    |                    |                    |                    |                    |                    |                    |                        |                        |                        |                        |                        |                        |                        |                        |                        |                        |               |
| 14. |                        |        |        |                    |                    |                    |                    |                    |                    |                    |                    |                    |                    |                        |                        |                        |                        |                        |                        |                        |                        |                        |                        |               |
| 14. | Once Deportivo         | 1      | 0      | A2024              |                    |                    |                    |                    |                    |                    |                    |                    |                    |                        |                        |                        |                        |                        |                        |                        |                        |                        |                        |               |
|     |                        |        |        |                    |                    |                    |                    |                    |                    |                    |                    |                    |                    |                        |                        |                        |                        |                        |                        |                        |                        |                        |                        |               |
| 16. | Municipal Limeño       | 0      | 4      |                    |                    |                    |                    |                    |                    |                    |                    |                    |                    | A1999                  | A2000                  | C2024                  | C2025                  |                        |                        |                        |                        |                        |                        |               |
|     |                        |        |        |                    |                    |                    |                    |                    |                    |                    |                    |                    |                    |                        |                        |                        |                        |                        |                        |                        |                        |                        |                        |               |
| 17. | Atlante                | 0      | 2      |                    |                    |                    |                    |                    |                    |                    |                    |                    |                    | 1957                   | 1962                   |                        |                        |                        |                        |                        |                        |                        |                        |               |
| 17. |                        |        |        |                    |                    |                    |                    |                    |                    |                    |                    |                    |                    |                        |                        |                        |                        |                        |                        |                        |                        |                        |                        |               |
| 17. | Independiente Nacional | 0      | 2      |                    |                    |                    |                    |                    |                    |                    |                    |                    |                    | 1981                   | 1982                   |                        |                        |                        |                        |                        |                        |                        |                        |               |
| 17. |                        |        |        |                    |                    |                    |                    |                    |                    |                    |                    |                    |                    |                        |                        |                        |                        |                        |                        |                        |                        |                        |                        |               |
| 17. | Jocoro                 | 0      | 2      |                    |                    |                    |                    |                    |                    |                    |                    |                    |                    | A2022                  | A2023                  |                        |                        |                        |                        |                        |                        |                        |                        |               |
|     |                        |        |        |                    |                    |                    |                    |                    |                    |                    |                    |                    |                    |                        |                        |                        |                        |                        |                        |                        |                        |                        |                        |               |
| 20. | Libertad               | 0      | 1      |                    |                    |                    |                    |                    |                    |                    |                    |                    |                    | 1949                   |                        |                        |                        |                        |                        |                        |                        |                        |                        |               |
| 20. |                        |        |        |                    |                    |                    |                    |                    |                    |                    |                    |                    |                    |                        |                        |                        |                        |                        |                        |                        |                        |                        |                        |               |
| 20. | Leones                 | 0      | 1      |                    |                    |                    |                    |                    |                    |                    |                    |                    |                    | 1952                   |                        |                        |                        |                        |                        |                        |                        |                        |                        |               |
| 20. |                        |        |        |                    |                    |                    |                    |                    |                    |                    |                    |                    |                    |                        |                        |                        |                        |                        |                        |                        |                        |                        |                        |               |
| 20. | UES                    | 0      | 1      |                    |                    |                    |                    |                    |                    |                    |                    |                    |                    | 1966                   |                        |                        |                        |                        |                        |                        |                        |                        |                        |               |
| 20. |                        |        |        |                    |                    |                    |                    |                    |                    |                    |                    |                    |                    |                        |                        |                        |                        |                        |                        |                        |                        |                        |                        |               |
| 20. | Cojutepeque            | 0      | 1      |                    |                    |                    |                    |                    |                    |                    |                    |                    |                    | 1989                   |                        |                        |                        |                        |                        |                        |                        |                        |                        |               |
| 20. |                        |        |        |                    |                    |                    |                    |                    |                    |                    |                    |                    |                    |                        |                        |                        |                        |                        |                        |                        |                        |                        |                        |               |
| 20. | ADET                   | 0      | 1      |                    |                    |                    |                    |                    |                    |                    |                    |                    |                    | C2000                  |                        |                        |                        |                        |                        |                        |                        |                        |                        |               |
| 20. |                        |        |        |                    |                    |                    |                    |                    |                    |                    |                    |                    |                    |                        |                        |                        |                        |                        |                        |                        |                        |                        |                        |               |
| 20. | Atlético Balboa        | 0      | 1      |                    |                    |                    |                    |                    |                    |                    |                    |                    |                    | A2004                  |                        |                        |                        |                        |                        |                        |                        |                        |                        |               |
| 20. |                        |        |        |                    |                    |                    |                    |                    |                    |                    |                    |                    |                    |                        |                        |                        |                        |                        |                        |                        |                        |                        |                        |               |
| 20. | Chalatenango           | 0      | 1      |                    |                    |                    |                    |                    |                    |                    |                    |                    |                    | A2008                  |                        |                        |                        |                        |                        |                        |                        |                        |                        |               |

- Juventud Olímpica zdobył tytuł wicemistrzowski w sezonie 1975 pod nazwą Negocios Internacionales